# Volo Stavropolskaya Aktsionernaya Avia 1023
Il volo Stavropolskaya Aktsionernaya Avia 1023 era un volo charter tra Stavropol', nella Russia meridionale, e Trebisonda in Turchia, operato dalla compagnia aerea russa Stavropolskaya Aktsionernaya Avia. Il 18 marzo 1997, l'Antonov An-24 operante il volo subì un cedimento strutturale e si schiantò contro una foresta, uccidendo tutti i 50 passeggeri e l'equipaggio a bordo.

## L'incidente
Il volo, un charter frequentemente operato tra Stavropol e Trebisonda, sulla costa turca del Mar Nero, decollò dall'Aeroporto di Stavropol'-Špakovskoe, trasportando 8 membri dell'equipaggio, 41 passeggeri, principalmente commercianti che intendevano acquistare beni di consumo a basso costo in Turchia, e uno dei direttori della compagnia aerea.
Il volo era ad un'altezza di 5.400 m (17.700 piedi) 37 minuti dopo il decollo, quando il controllo del traffico aereo perse il contatto con esso.
I relitti dell'Antonov An-24 sono stati trovati sparsi in una vasta area dentro una foresta vicino al villaggio di Prigorodny, a est di Čerkessk, nel Caucaso settentrionale. La coda dell'aereo è stata scoperta a 1,5 chilometri (0,93 miglia) dal resto dei detriti, suggerendo che l'aereo potrebbe essersi disintegrato a mezz'aria. I 50 passeggeri a bordo persero tutti la vita.

## Causa
Dall'inchiesta sull'incidente emerse che l'aereo, recentemente tornato da un lungo periodo di servizio in Congo, aveva subito una massiccia corrosione che aveva causato la rottura della coda durante il volo.
L'incidente è stato attribuito al mancato rilevamento della corrosione durante l'ispezione, con il superamento del tempo consentito tra le ispezioni e la manutenzione.